# Любеша
Любеша (пол. Lubiesza) — село в Польщі, у гміні Церанув Соколовського повіту Мазовецького воєводства.
Населення — 96 осіб (2011).
У 1975-1998 роках село належало до Седлецького воєводства.

## Демографія
Демографічна структура станом на 31 березня 2011 року:
|          | Загалом | Допрацездатний вік | Працездатний вік | Постпрацездатний вік |
| -------- | ------- | ------------------ | ---------------- | -------------------- |
| Чоловіки | 56      | 4                  | 43               | 9                    |
| Жінки    | 40      | 3                  | 19               | 18                   |
| Разом    | 96      | 7                  | 62               | 27                   |